# Bice Lazzari

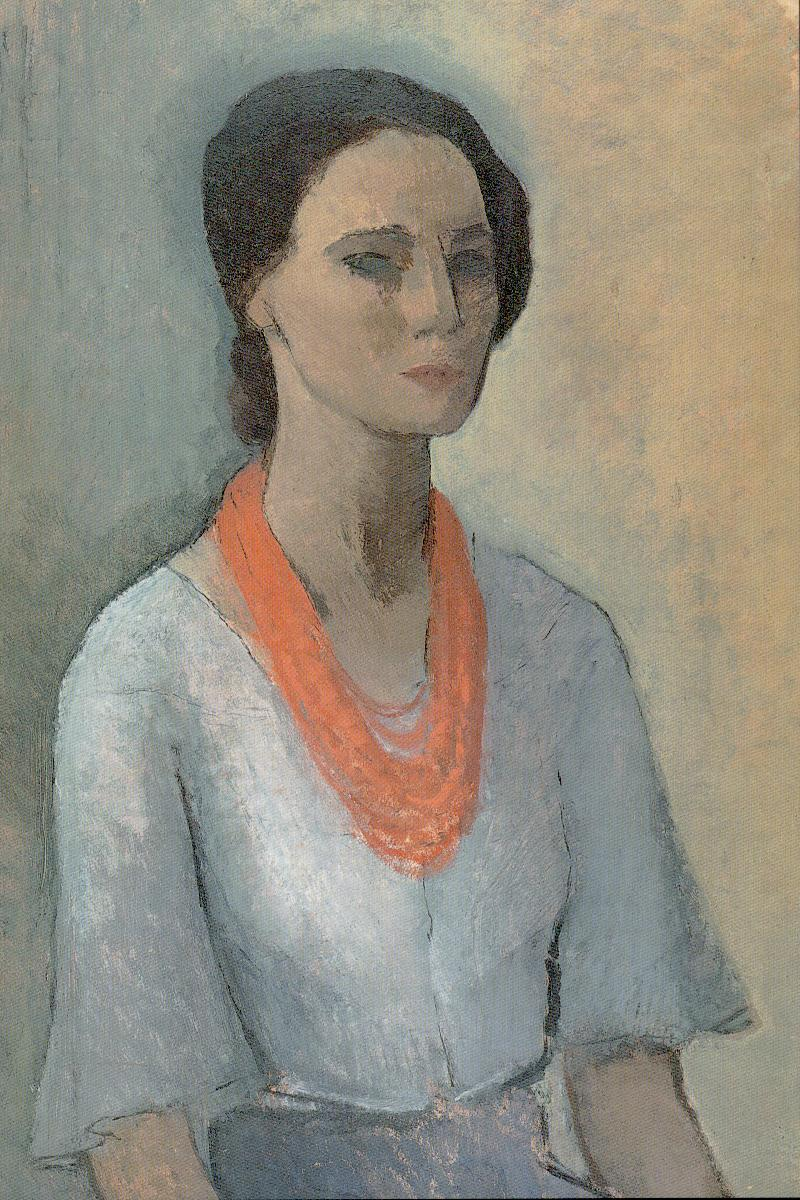
Selbstporträt Bice Lazzari, 1929

Beatrice Lazzari (* 15. November 1900 in Venedig, Italien; † 13. November 1981 in Rom, Italien) war eine italienische Malerin.

## Leben und Werk

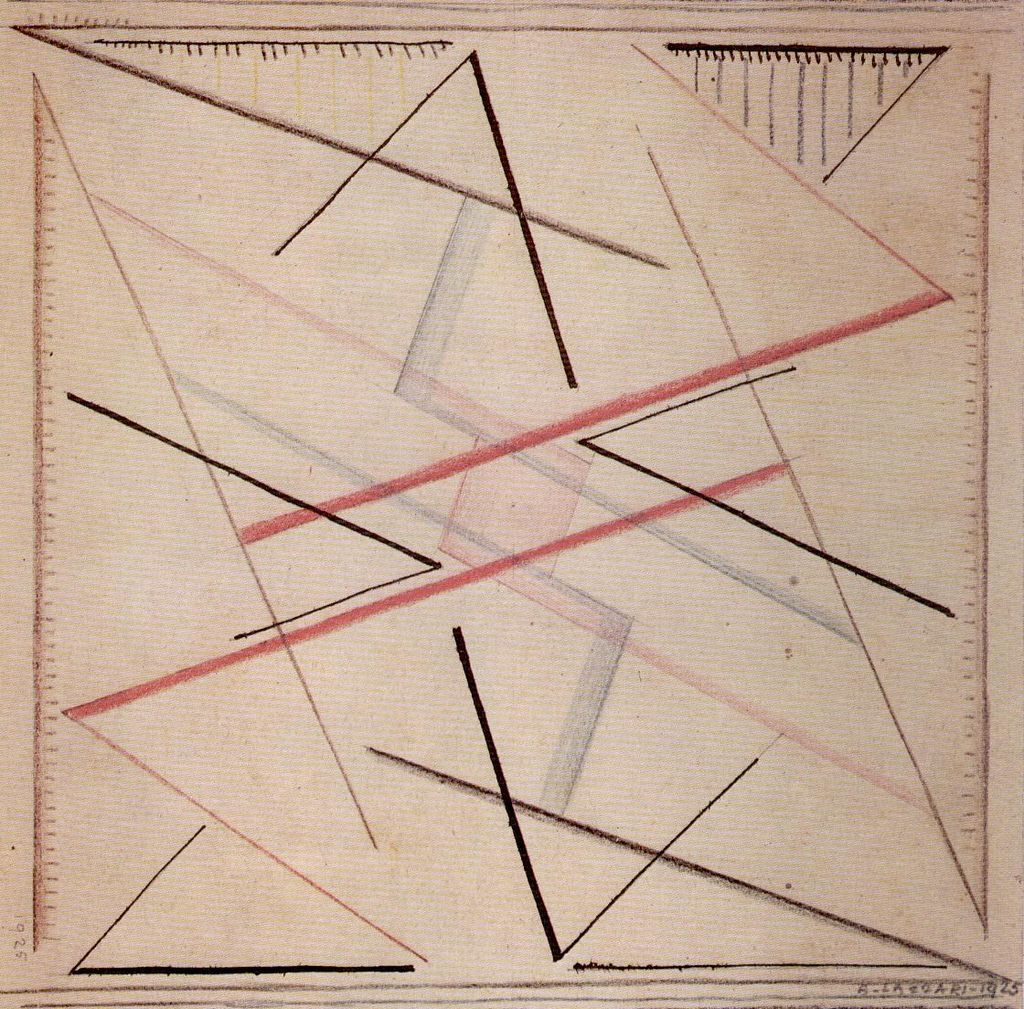
Zeichnung mit Buntstift auf Papier, 1929, Archiv Bice Lazzari in Rom

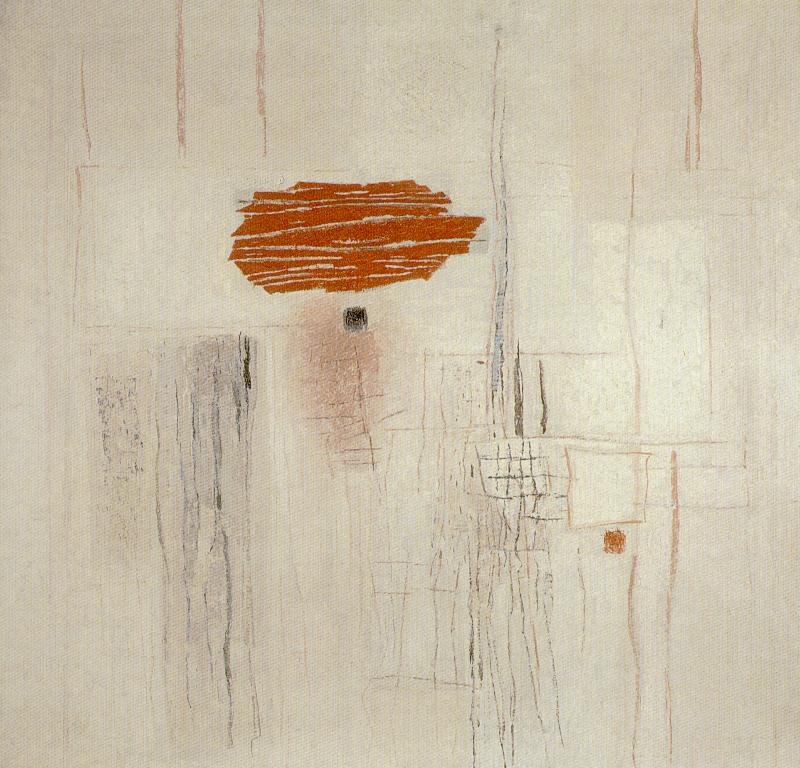
Ölgemälde, Archiv Bice Lazzari in Rom

Bice Lazzari war die zweite von drei Töchtern von Francesca Rinaldo und Lorenzo (Luciano) Lazzari. Ihre jüngste Schwester Onorina heiratete später den Architekten Carlo Scarpa. Zunächst schrieb sich Lazzari 1912 am Conservatorio Benedetto Marcello ein, dann studierte sie ab 1916 an der Accademia di belle arti di Venezia. Sie besuchte dort Kurse in Dekoration und nicht in Malerei, da diese wegen des Aktunterrichts als nicht geeignet für „eine junge Dame aus gutem Hause“ angesehen wurden. Sie erwies sich als fähige Landschaftsmalerin, und ihre Arbeit hatte Affinität zur Burano-Malerschule, die in den 1920er Jahren die venezianische Tradition der Landschaftsmalerei fortsetzte und sich der Insel Burano widmete. Sie schloss ihr Studium 1920 unter der Leitung von Augusto Sezanne in Kunst und Dekoration ab.
1924 stellte sie erstmals mit einem Stillleben auf der Werkschau der Fondazione Bevilacqua La Masa aus. 1929 hatte sie ihre erste Einzelausstellung, in der Galerie San Moisè. Ihre künstlerischen Anfänge ähneln denen vieler junger venezianischer Künstler in den frühen 1920er Jahren und legten sich auf eine von Landschaften geprägte Freilichtmalerei fest, in einer vom Licht aufgelockerten Lagunenatmosphäre.
Seit der zweiten Hälfte der 1920er Jahre war sie als Künstlerin im Bereich der angewandten Kunst tätig, damals eine der wenigen Berufsmöglichkeiten für eine Künstlerin, die die Freiheit wollte, von ihrer Arbeit leben zu können, ohne auf Familienfinanzen angewiesen zu sein. Sie begann auch mit der Arbeit am Webstuhl und stellte verschiedene Kunstgegenstände her, Stoffe, Schals, Taschen und handgeknüpften Teppiche. Auf diesem Gebiet arbeitete sie mit den venezianischen Architekten und Dekorateuren der damaligen Zeit zusammen.
Sie arbeitete mit Textilien und Lazzaris erstes bekanntes abstraktes Werk, Abstraction of a Line No. 2 , 1925, ist ein Entwurf für eine Stickerei, deren präzise platzierte Linien und geometrische Formen an Wassily Kandinskys Komposition VIII erinnert. 1927 wurden ihre Kissen mit futuristischen Designs auf der III. Biennale der dekorativen Künste in Monza ausgestellt und in den folgenden Jahren wurden ihre Modelle auf verschiedenen internationalen Ausstellungen gezeigt, wie 1929 auf der Exposició Internacional de Barcelona, 1930 auf der IV. Triennale der dekorativen Künste in Monza. 1934 wurden zwei ihrer Stoffe im Pavillon für dekorative Kunst der XIX. Biennale di Venezia ausgestellt.
Venedigs künstlerische Szene in den 1930er Jahren wurde von Künstlerkreisen wie dem Circolo Artistico des Palazzo dei Piombi und dem Café auf dem Zattere belebt, wo sie Carlo Scarpa und Mario Deluigi kennenlernte und ihre Zugehörigkeit zur Avantgardebewegung begann.

## Künstlerische Tätigkeiten in Rom
1935 zog Lazzari nach Rom und arbeitete bis zum darauffolgenden Februar im Atelier des Architekten Carlo Broggi. Von 1936 bis 1957, mit Ausnahme von 1947, stellte sie auf allen Mailänder Triennalen aus und begann eine Zusammenarbeit mit den Architekten Ernesto Lapadula, Giovanni Guerrini und Mario Romano. Sie löste sich von der figurativen Traditionsmalerei und fertigte Wandgemälde und dekorativen Tafeln für die Einrichtung großer staatlich organisierter Ausstellungen an.
Am 31. Juli 1941 heiratete sie den Architekten Diego Rosa, den sie 1938 im Atelier Lapadula kennengelernt hatte. 1944 zog sie mit ihrem Mann nach Venedig, dann nach Mailand, wo sie im Auftrag von Gio Ponti bedruckte Stoffe entwarf. Als sie nach der Befreiung Roms durch die Alliierten nach Rom zurückkehrte, begann sie mit der Dekoration von Handelseinrichtungen, die oft von Attilio Lapadulas Atelier in Auftrag gegeben wurden, darunter 1947 der Boden der Berardo-Bar in der Colonna-Galerie, 1950 die Zwischendecke des Raums des Aragno-Cafés, 1949 das Bodenmosaik des Atriums des Kinos Fiammetta von M. Piacentini. Außerdem entwarf sie von 1947 bis 1951 bedruckte Möbelstoffe für die Firma Myricae und unterrichtete Teppichweberei am Kunstinstitut Zileri.
Lazzari produzierte Stoffe, Schmuck, Fliesen, Stoffe und Einrichtungsgegenstände, was als angemessene Beschäftigung für eine Frau galt, aber die Wandmalerei, mit der sie sich ebenfalls beschäftigte, war eine Männerdomäne, und Lazzari ist sicherlich die einzige Italienerin, von der bekannt ist, dass sie zu dieser Zeit auf diesem Gebiet gearbeitet hat.
Auf der Biennale von Venedig wurde sie 1950 für das Mosaik La Vanità ausgezeichnet. 1951 hatte sie eine Einzelausstellung in der Galerie La Cassapanca in Rom, drei Jahre später folgte eine weitere Ausstellung in der Galerie Schneider. 1958 stellte sie in der Galleria d’Arte del Cavallino in Venedig und erneut in Rom in der Galerie La Salita aus.
1959 gab Lazzari die Ölmalerei auf, um neue Materialien wie Leim, Sand, Tempera und später Acryl zu erproben. Auch ihr Interesse am Informellen, das 1957 begonnen hatte, endete 1963. Lazzari arbeitete bis 1964 mit Ölfarbe, als sie aufgrund der schädigenden Auswirkungen auf ihre Augen gezwungen war, aufzuhören. Sie gab ihre traditionellen Materialien und Paletten auf und fand einfachere Ausdrucksmittel wie das Auftragen von Graphitlinien auf einen monochromen Hintergrund. Die gegen Ende der 1960er und 70er Jahre entstandenen Acrylserien demonstrieren die außergewöhnliche Modernität, die für Lazzaris Werk in dieser letzten Phase ihrer künstlerischen Laufbahn typisch sind, und festigen ihre Position als führende Protagonistin der italienischen Kunst der Nachkriegszeit.
Bice Lazzari starb am 13. November 1981 in Rom. Sie wurde auf dem städtischen Friedhof von Quero Vas beigesetzt, auf dem sich ein von Carlo Scapa entworfenes Rinaldo-Lazzari-Grabdenkmal befindet.
Lazzaris Arbeiten sind in namhaften privaten und öffentlichen Sammlungen weltweit vertreten. Ihr Ölgemälde Racconto. LS2 aus dem Jahr 1958 stiftete ihre Nichte Mariagrazia Oliva Lapadula 2006 den Vatikanischen Museen.

## Ausstellungen (Auswahl)
- 1924: Bevilacqua La Masa, Venedig
- 1929: Galerie San Moisè, Venedig
- 2002: „Bice Lazzari: Signature Line“, National Museum of Women in the Arts (NMWA), Washington, D.C.
- 2002: „From Futurism to Abstraction“, Museo del Corso, Rom, Italien
- 2011: „Themes & Variations“, Sammlung Peggy Guggenheim, Venedig
- 2018: Sotheby’s S|2 Gallery, London
- 2019: „Bice Lazzari: La Poetica del Segno“, Museo Novecento, Florenz
- 2019: „The Poetry of Mark-Making“, The Phillips Collection, Washington, DC
- 2022: Modernist Pioneer, Estorick Collection London, Highbury (London)
- 2022: Modernist Pioneer in Rome, Galerie Richard Saltoun, Rom

## Veröffentlichungen
- Una pittrice giudica l’architettura. In: Architettura. Cronache e storia, 54, 12. April 1960.